# 구스타프 레온하르트

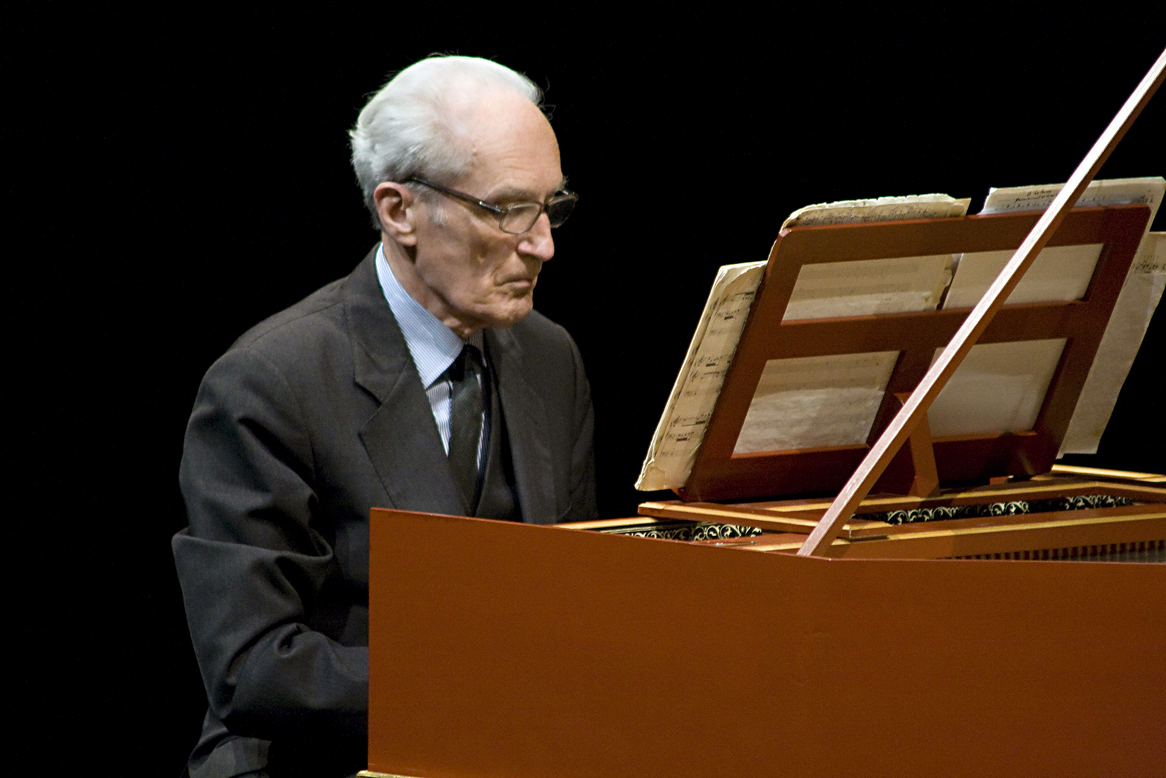
MAfestival Brugge에서 구스타프 레온하르트

구스타프 마리아 레온하르트(Gustav Maria Leonhardt, 1928년 5월 30일 – 2012년 1월 16일)는 네덜란드의 키보드 연주자, 지휘자, 음악학자, 교사 및 편집자이다. 그는 시대 악기로 음악을 연주하는 정격 연주의 선두적인 인물이었다.
레온하르트는 하프시코드, 파이프 오르간, 클라비오르가눔 (하프시코드와 오르간의 조합), 클라비코드, 포르테피아노 및 피아노를 포함한 많은 악기를 전문적으로 연주했다. 오케스트라와 합창도 지휘했다.
구스타프 레온하르트는 힐베르쉼 근처의 Graveland에서 태어나 1947년부터 1950년까지 바젤의 Schola Cantorum Basiliensis에서 Eduard Müller와 함께 오르간과 하프시코드를 공부했다. 1950년 빈에서 하프시코드 연주자로 데뷔하여 음악학을 공부했다. 그는 빈 국립음악예술대학교과 암스테르담 음악원에서, 하프시코드의 교수였다. 그는 또한 교회 오르가니스트였다.
레온하르트는 르네상스, 바로크 및 고전 시대의 다양한 독주, 실내악, 관현악, 오페라 및 합창 음악을 연주하고 지휘했다. 요한 제바스티안 바흐, 카를 필리프 에마누엘 바흐, 하인리히 비버, 존 블로, 윌리엄 버드, 앙드레 캉프라, 프랑수아 쿠프랭, 지롤라모 프레스코발디, 요한 야콥 프로베르거, 오를란도 기본스, 앙드레 그레트리, 게오르크 프리드리히 헨델, 장바티스트 륄리, 클라우디오 몬테베르디, 볼프강 아마데우스 모차르트, 요한 파헬벨, 헨리 퍼셀, 장필리프 라모, 도메니코 스카를라티, 게오르크 필리프 텔레만 등의 음악을 녹음했다.
레온하르트의 경력의 중심은 바흐의 음악이었다. 레온하르트는 1950년대 초에 바흐의 음악을 처음 녹음했으며 1953년에는 골트베르크 변주곡과 푸가의 기법을 녹음했다. 
1971년 레온하르트와 아르농쿠르는 바흐 칸타타 전체를 녹음하는 프로젝트에 착수했다. 두 지휘자는 칸타타를 나누어 각자의 앙상블과 함께 할당된 칸타타를 녹음했다. 기간 악기의 첫 번째 주기인 이 프로젝트는 1971년부터 1990년까지 19년이 걸렸다. 또한 레온하르트는 바흐의 성 마태 수난곡, 미사 B단조, 하프시코드 협주곡, 브란덴부르크 협주곡, 그의 실내악과 건반 음악 대부분을 녹음했다. 그는 바흐의 골드베르크 변주곡 (3회), 파르티타(2회), 푸가의 기법 (2회), 평균율 클라비어곡집, 프랑스 모음곡, 영국 모음곡 (2회), 인벤션과 신포니아, 그리고 하프시코드를 위한 기타 많은 개별 작품을 녹음했다.
 